# ファルネソール
ファルネソール (farnesol) は、直鎖セスキテルペンの一種のテルペノイド系有機化合物である。常温常圧で無色の液体であり、揮発性を有する。消防法による第4類危険物 第3石油類に該当する。
バラやレモングラス、シトロネラの精油に含まれそれらの芳香をもたらす成分の一つであり、香水を作るときに用いられる。最も単純なセスキテルペンであって、多くのセスキテルペンの前駆体である。
ネロリドールは酸により異性化してファルネソールとなる。